# Peterson Hills
Die Peterson Hills sind eine Gruppe von Hügeln an der Orville-Küste des westantarktischen Ellsworthlands. Sie liegen östlich des Spear-Gletschers zwischen den Hauberg Mountains und den Wilkins Mountains.
Der United States Geological Survey kartierte sie anhand eigener Vermessungen und mittels Luftaufnahmen der United States Navy zwischen 1961 und 1967. Das Advisory Committee on Antarctic Names benannte das Gebirge 1968 nach David G. Peterson, Elektrotechniker auf der Amundsen-Scott-Südpolstation im Jahr 1963.